# Adrienne Iven
Adrienne Iven Mihamle (9 de março de 1983) é uma futebolista camaronesa que atua como atacante.

## Carreira
Adrienne Iven integrou o elenco da Seleção Camaronesa de Futebol Feminino, nas Olimpíadas de 2012. 